# Orthotrichia kokodana
Orthotrichia kokodana är en nattsländeart som beskrevs av Douglas E. Kimmins 1962. Orthotrichia kokodana ingår i släktet Orthotrichia och familjen smånattsländor. Inga underarter finns listade i Catalogue of Life.